# Bill Irwin

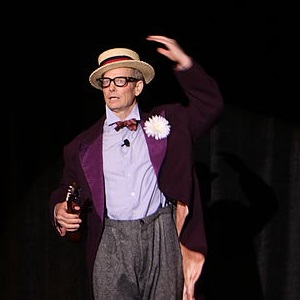
Bill Irwin in 2013

Bill Irwin (Santa Monica (Californië), 11 april 1950) is een Amerikaans acteur en clown.

## Biografie
Irwin is opgegroeid als oudste in een gezin van drie kinderen. Irwin heeft gestudeerd aan de Oberlin College in Oberlin (Ohio) en haalde in 1973 zijn diploma in theater. Hierna ging hij voor clown leren aan de Ringling Brothers and Barnum & Bailey Clown College in Venice (Florida) om hierna in het circus te gaan werken in San Francisco. In 1979 verliet hij het circus om zich te gaan richten op het acteren in theaters en televisie. Irwin was vanaf 1977 tot en met 1982 getrouwd, hierna is hij opnieuw getrouwd en heeft hieruit een kind.

## Filmografie

### Films
Selectie:
- 2023 Rustin - als J. Muste
- 2015 Ricki and the Flash - als ongehuwde vader
- 2014 Interstellar - als TARS (stem)
- 2008 Rachel Getting Married – als Paul
- 2007 Across the Universe – als oom Teddy
- 2006 Lady in the Water – als Mr. Leeds
- 2004 The Manchurian Candidate – als hopman
- 2000 How the Grinch Stole Christmas – als Lou Lou Who
- 1993 Sister Act 2: Back in the Habit – als broeder
- 1991 Hot Shots! – als Buzz Harlay
- 1988 Eight Men Out – als Eddie Collins
- 1980 Popeye – als Ham Gravy

### Televisieseries
Uitgezonderd eenmalige gastrollen.
- 2013 - 2022 Law & Order: Special Victims Unit - als dr. Peter Lindstrom - 17 afl.
- 2022 The Dropout - als Channing Robertson - 4 afl.
- 2022 The Andy Warhol Diaries - als Andy Warhol (stem) - 6 afl.
- 2020 - 2021 Star Trek: Discovery - als Su'Kal - 2 afl.
- 2017 - 2019 Legion - als Cary Loudermilk - 27 afl.
- 2017 Doubt - als rechter - 2 afl.
- 2017 Julie's Greenroom - als Bill Irwin - 2 afl.
- 2015 - 2016 Sleepy Hollow - als Atticus Nevins - 4 afl.
- 2015 South of Hell - als Enos Abascal - 8 afl.
- 2014 Blue Bloods - als kardinaal Brennan - 2 afl.
- 2013 Monday Mornings – als Dr. Buck Tierney - 10 afl.
- 2008 – 2011 CSI: Crime Scene Investigation – als Nate Haskell – 9 afl.
- 2011 Lights Out – als Hal Brennan – 8 afl.
- 1994 – 2009 Sesame Street – als Mr. Noodle – 18 afl.
- 1991 – 1992 Northern Exposure – als Enrico Bellati – 2 afl.

## Theaterwerk opBroadway
- 2024 Eureka Day - als Don
- 2021 Pass Over - als ??
- 2019 Gary: A Sequel to Titus Andronicus - als ??
- 2018 The Iceman Cometh - als Ed Mosher
- 2009 – 2010 Bye Bye Birdie – als Harry MacAfee
- 2009 Waiting for Godot – als Vladimer
- 2005 Who's Afraid of Virginia Woolf? – als George
- 2002 The Goat, or Who Is Sylvia? – als Martin
- 1993 – 1999 Fool Moon – als artiest
- 1989 Largely New York – als ontslag gever
- 1987 The Regard of Flight – als artiest
- 1984 Accidental Death of an Anarchist – als de sergeant